# Торопецкий муниципальный округ
Торо́пецкий муниципа́льный о́круг— административно-территориальная единица и одноимённое муниципальное образование (муниципальный округ) на западе Тверской области России.
Административный центр — город Торопец.

## География

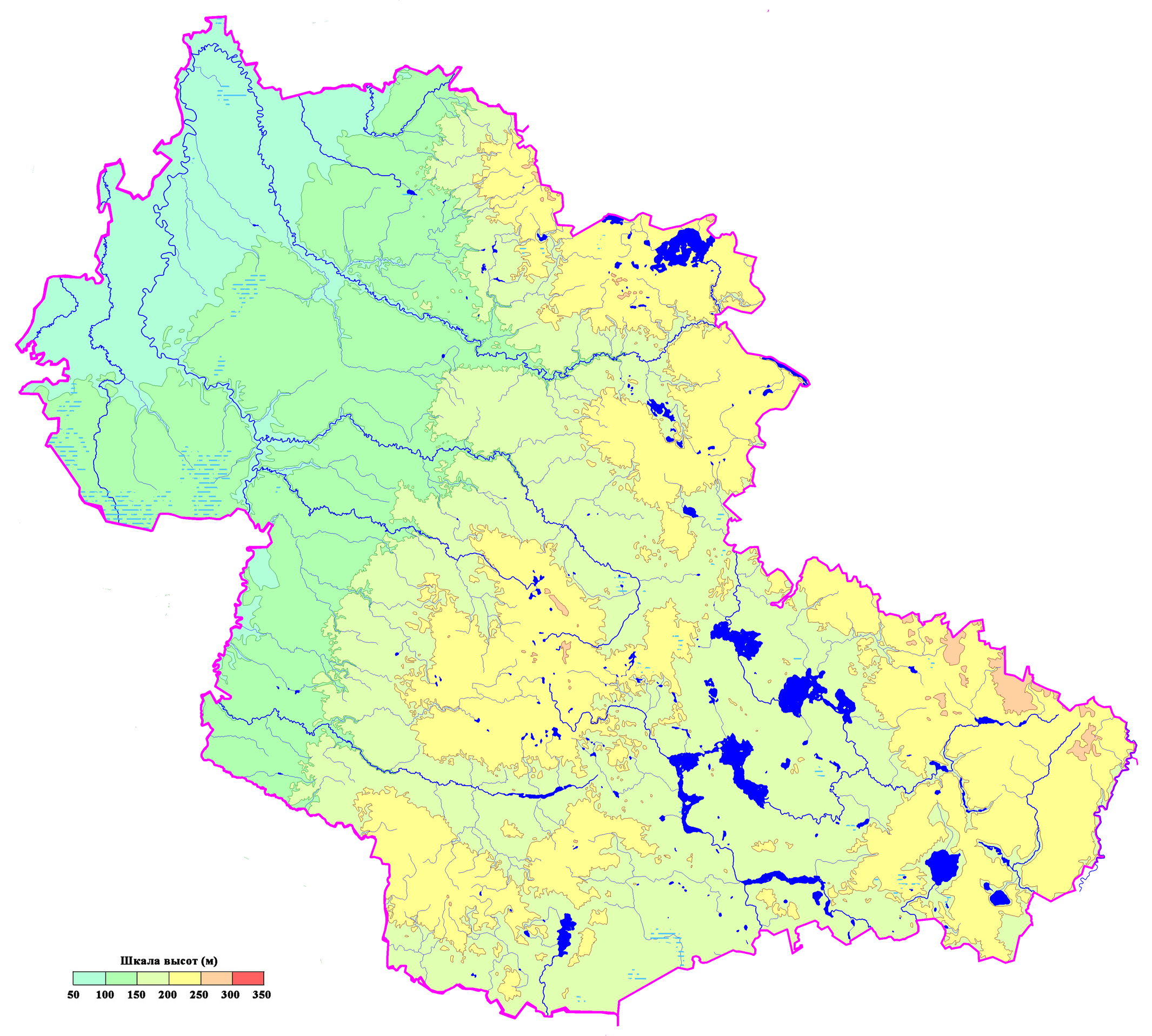
Физическая карта района.

Площадь территории Торопецкого округа составляет 3372,72 км².
Расположение
Округ расположен в северо-западной части области, граничит:
- на севере — с Новгородской областью, Холмский район,
- на востоке — с Андреапольским районом,
- на юге — с Западнодвинским районом,
- на западе — с Псковской областью: Куньинский, Великолукский и Локнянский районы.

Водные ресурсы
На территории округа находятся 48 рек и 120 озёр. Площадь водной поверхности составляет 75 км². Основные реки — Западная Двина (по границе с Западнодвинским округом), Торопа, Кунья, Серёжа.
Много озёр, крупнейшие — Кудинское, Соломенное, Наговье, Яссы, Заликовское, Грядецкое и Ручейское.
Рельеф
Торопецкий округ находится в северо-западной части России, в пределах Восточно-Европейской равнины. В четвертичном периоде территория Торопецкого округа подвергалась четырем оледенениям (Окскому, Днепровскому, Московскому  и Валдайскому). Два последних ледника — Московский и Валдайский оставили на территории округа многочисленные отложения. В настоящее время в Торопецком округе сохранилось ландшафтное многообразие естественного природного комплекса. Территория округа представляет собой экологически чистую часть Центральной России. Более 60 % территории округа занимают леса.
Охрана природы
Самый большой охраняемый объект — биологический заказник Чистый лес площадью 35 км², основанный в 1999 году на базе одноимённой биостанции.
На территории района расположено 97 региональных заказников и памятников природы. Крупнейшие — Гришинское болото (13,05 км²),  Лес у озера Яссы и Кудинское (4,12 км²), Завальское болото (3,02  км²), Грядецкий бор (7,52 км²), Лубянское болото (22,4 км²).

## История
В начале 20 века территории современного Торопецкого района относились к Торопецкому (юг и центр) и Холмскому уезду Псковской губернии.
Район образован в 1927 году в составе Ленинградской области из части территории Торопецкого уезда Псковской губернии. В 1929 году вошёл в Западную область, с 1935 года — в составе Калининской области. В 1944—1957 гг. относился к Великолукской области, с 1957 опять к Калининской области.
В 1936 году в составе Калининской области образован Плоскошский район (центр с. Плоскошь), который вошёл в состав Торопецкого района в 12 января 1960 года (тогда же к Торопецкому району была присоединена часть территории упразднённого Серёжинского района).
13 апреля 2023 года Торопецкий район был преобразован в муниципальный округ.

## Население
| 1939    | 1959    | 1970    | 1979    | 1989    | 2002    | 2006    | 2009    | 2010    |
| ------- | ------- | ------- | ------- | ------- | ------- | ------- | ------- | ------- |
| 55 811  | ↘22 923 | ↗40 801 | ↘34 396 | ↘31 228 | ↘25 235 | ↘23 500 | ↘21 874 | ↘20 526 |
| 2011    | 2012    | 2013    | 2014    | 2015    | 2016    | 2017    | 2018    | 2019    |
| ↘20 378 | ↘19 802 | ↘19 509 | ↘19 155 | ↘18 789 | ↘18 657 | ↘18 451 | ↘18 218 | ↘17 940 |
| 2020    | 2021    |         |         |         |         |         |         |         |
| ↘17 697 | ↘16 879 |         |         |         |         |         |         |         |

### Урбанизация
Городское население (город Торопец) составляет  67,78 % от всего населения округа.

### Национальный состав
По итогам переписи населения 2020 года проживали следующие национальности (национальности менее 0,1 % и другое, см. в сноске к строке «Другие»):
| Национальность | Численность, чел. | Доля     |
| -------------- | ----------------- | -------- |
| Русские        | 13 881            | 82,24 %  |
| Цыгане         | 67                | 0,40 %   |
| Украинцы       | 57                | 0,34 %   |
| Белорусы       | 45                | 0,27 %   |
| Татары         | 24                | 0,14 %   |
| Таджики        | 24                | 0,14 %   |
| Немцы          | 21                | 0,12 %   |
| Другие         | 2760              | 16,35 %  |
| Итого          | 16 879            | 100,00 % |

## Административно-муниципальное устройство
В Торопецкий район, с точки зрения административно-территориального устройства области, входят девять поселений.
Муниципальный район, в рамках организации местного самоуправления, делится на 9 муниципальных образований, в том числе одно городское и восемь сельских поселений:
| №        | Муниципальное образование          | Административный центр | Количество населённых пунктов | Население (чел.) | Площадь (км²) |
| -------- | ---------------------------------- | ---------------------- | ----------------------------- | ---------------- | ------------- |
| 1e-06    | Городские поселения:               |                        |                               |                  |               |
| 1        | город Торопец                      | город Торопец          | 1                             | ↘11 441          | 22,29         |
| 1.000002 | Сельские поселения:                |                        |                               |                  |               |
| 2        | Василевское сельское поселение     | деревня Ново-Троицкое  | 11                            | ↘463             | 50,39         |
| 3        | Кудрявцевское сельское поселение   | деревня Озерец         | 24                            | ↘233             | 211,90        |
| 4        | Плоскошское сельское поселение     | посёлок Плоскошь       | 107                           | ↘1392            | 1092,70       |
| 5        | Подгородненское сельское поселение | деревня Подгороднее    | 24                            | ↗995             | 350,53        |
| 6        | Пожинское сельское поселение       | деревня Пожня          | 40                            | ↘465             | 493,87        |
| 7        | Понизовское сельское поселение     | деревня Понизовье      | 21                            | ↘516             | 242,36        |
| 8        | Речанское сельское поселение       | деревня Речане         | 28                            | ↗873             | 470,52        |
| 9        | Скворцовское сельское поселение    | деревня Скворцово      | 49                            | ↘501             | 438,16        |

1 января 2006 года в муниципальном районе сперва были созданы 1 городское и 11 сельских поселений.
В 2013 году были упразднены сельские поселения: Шешуринское (включено в Пожинское); Волокское и Уваровское (включены в Плоскошское).

## Населённые пункты
В Торопецком районе 305 населённых пунктов.
| №   | Населённый пункт | Тип     | Население | Муниципальное образование          |
| --- | ---------------- | ------- | --------- | ---------------------------------- |
| 1   | Ананино          | деревня | ↘12       | Речанское сельское поселение       |
| 2   | Ахромово         | деревня | 1         | Василевское сельское поселение     |
| 3   | Бабаево          | деревня | 1         | Плоскошское сельское поселение     |
| 4   | Бабино           | деревня | 8         | Плоскошское сельское поселение     |
| 5   | Бабкино          | деревня | 0         | Речанское сельское поселение       |
| 6   | Балаши           | деревня | 1         | Пожинское сельское поселение       |
| 7   | Баранец          | деревня | 0         | Скворцовское сельское поселение    |
| 8   | Барлово          | деревня | 0         | Речанское сельское поселение       |
| 9   | Беденки          | деревня | 1         | Подгородненское сельское поселение |
| 10  | Белоглазово      | деревня | 27        | Скворцовское сельское поселение    |
| 11  | Бельково         | деревня | 6         | Пожинское сельское поселение       |
| 12  | Беляево          | деревня | 37        | Кудрявцевское сельское поселение   |
| 13  | Беляево          | деревня | 5         | Скворцовское сельское поселение    |
| 14  | Билово           | деревня | 9         | Плоскошское сельское поселение     |
| 15  | Блазново         | деревня | 9         | Плоскошское сельское поселение     |
| 16  | Большие Изори    | деревня | 1         | Плоскошское сельское поселение     |
| 17  | Большое Кислово  | деревня | 1         | Понизовское сельское поселение     |
| 18  | Бончарово        | деревня | 103       | Плоскошское сельское поселение     |
| 19  | Бор              | деревня | 77        | Скворцовское сельское поселение    |
| 20  | Борисовка        | деревня | 0         | Скворцовское сельское поселение    |
| 21  | Борисы           | деревня | 18        | Василевское сельское поселение     |
| 22  | Бородашкино      | деревня | 0         | Василевское сельское поселение     |
| 23  | Борок            | деревня | 1         | Плоскошское сельское поселение     |
| 24  | Бридино          | деревня | 19        | Речанское сельское поселение       |
| 25  | Бубоницы         | деревня | 7         | Пожинское сельское поселение       |
| 26  | Буй              | деревня | 1         | Скворцовское сельское поселение    |
| 27  | Бучено           | деревня | 11        | Плоскошское сельское поселение     |
| 28  | Валаево          | деревня | 7         | Плоскошское сельское поселение     |
| 29  | Василево         | деревня | 17        | Василевское сельское поселение     |
| 30  | Василево         | деревня | 1         | Кудрявцевское сельское поселение   |
| 31  | Васьково         | деревня | 0         | Плоскошское сельское поселение     |
| 32  | Васьково         | деревня | 0         | Понизовское сельское поселение     |
| 33  | Васюково         | деревня | 1         | Пожинское сельское поселение       |
| 34  | Ватолиха         | деревня | 21        | Кудрявцевское сельское поселение   |
| 35  | Водос            | деревня | 1         | Плоскошское сельское поселение     |
| 36  | Волковская       | деревня | 1         | Плоскошское сельское поселение     |
| 37  | Волок            | деревня | 214       | Плоскошское сельское поселение     |
| 38  | Воробьи          | деревня | 109       | Скворцовское сельское поселение    |
| 39  | Воронцово        | деревня | 1         | Скворцовское сельское поселение    |
| 40  | Вороньково       | деревня | 1         | Плоскошское сельское поселение     |
| 41  | Вошурово         | деревня | 1         | Плоскошское сельское поселение     |
| 42  | Врево            | деревня | 0         | Плоскошское сельское поселение     |
| 43  | Выдры            | деревня | 30        | Кудрявцевское сельское поселение   |
| 44  | Высокое          | деревня | 17        | Скворцовское сельское поселение    |
| 45  | Вязы             | деревня | 20        | Кудрявцевское сельское поселение   |
| 46  | Гаврилово        | деревня | 10        | Пожинское сельское поселение       |
| 47  | Галибицы         | деревня | 32        | Плоскошское сельское поселение     |
| 48  | Голаново         | деревня | 1         | Скворцовское сельское поселение    |
| 49  | Головково        | деревня | 10        | Пожинское сельское поселение       |
| 50  | Голостьяново     | деревня | 1         | Подгородненское сельское поселение |
| 51  | Голубево         | деревня | 15        | Скворцовское сельское поселение    |
| 52  | Гольяново        | деревня | 33        | Речанское сельское поселение       |
| 53  | Горка            | деревня | 13        | Плоскошское сельское поселение     |
| 54  | Городок          | деревня | 1         | Подгородненское сельское поселение |
| 55  | Городок          | деревня | 0         | Скворцовское сельское поселение    |
| 56  | Грибаново        | деревня | 1         | Понизовское сельское поселение     |
| 57  | Гришино          | деревня | 1         | Скворцовское сельское поселение    |
| 58  | Грядцы           | деревня | ↘97       | Речанское сельское поселение       |
| 59  | Гуляево          | деревня | 7         | Пожинское сельское поселение       |
| 60  | Гущино           | деревня | 22        | Скворцовское сельское поселение    |
| 61  | Давыдово         | деревня | 10        | Скворцовское сельское поселение    |
| 62  | Дашково          | деревня | 22        | Подгородненское сельское поселение |
| 63  | Дедино           | деревня | 0         | Подгородненское сельское поселение |
| 64  | Дергачи          | деревня | 8         | Плоскошское сельское поселение     |
| 65  | Дергино          | деревня | 203       | Подгородненское сельское поселение |
| 66  | Добшо            | деревня | 67        | Скворцовское сельское поселение    |
| 67  | Дроздово         | деревня | 7         | Плоскошское сельское поселение     |
| 68  | Дружево          | деревня | 0         | Плоскошское сельское поселение     |
| 69  | Дубинино         | деревня | 0         | Подгородненское сельское поселение |
| 70  | Дубровка         | деревня | 0         | Скворцовское сельское поселение    |
| 71  | Дуброво          | деревня | 20        | Плоскошское сельское поселение     |
| 72  | Евстигнеенки     | деревня | 10        | Скворцовское сельское поселение    |
| 73  | Ермаки           | деревня | 0         | Понизовское сельское поселение     |
| 74  | Ермишенки        | деревня | 64        | Плоскошское сельское поселение     |
| 75  | Ершово           | деревня | ↘0        | Скворцовское сельское поселение    |
| 76  | Жарихино         | деревня | 1         | Плоскошское сельское поселение     |
| 77  | Жидулино         | деревня | 8         | Плоскошское сельское поселение     |
| 78  | Заборье          | деревня | 0         | Плоскошское сельское поселение     |
| 79  | Заборье          | деревня | 8         | Кудрявцевское сельское поселение   |
| 80  | Задний Брод      | деревня | 0         | Подгородненское сельское поселение |
| 81  | Зайково          | деревня | 1         | Плоскошское сельское поселение     |
| 82  | Зайцево          | деревня | 10        | Плоскошское сельское поселение     |
| 83  | Закрючье         | деревня | 7         | Пожинское сельское поселение       |
| 84  | Заречье          | деревня | ↘21       | Василевское сельское поселение     |
| 85  | Заречье          | деревня | 0         | Плоскошское сельское поселение     |
| 86  | Затрубье         | деревня | 1         | Понизовское сельское поселение     |
| 87  | Захарихино       | деревня | 5         | Пожинское сельское поселение       |
| 88  | Захаркино        | деревня | 8         | Понизовское сельское поселение     |
| 89  | Захоломье        | деревня | ↘108      | Плоскошское сельское поселение     |
| 90  | Звонки           | деревня | 8         | Скворцовское сельское поселение    |
| 91  | Зелёный Бор      | посёлок | 9         | Пожинское сельское поселение       |
| 92  | Зимцы            | деревня | 0         | Понизовское сельское поселение     |
| 93  | Змейкино         | деревня | 1         | Пожинское сельское поселение       |
| 94  | Знаменское       | деревня | ↘74       | Понизовское сельское поселение     |
| 95  | Золотилово       | деревня | 11        | Речанское сельское поселение       |
| 96  | Зуево            | деревня | 9         | Скворцовское сельское поселение    |
| 97  | Зумен            | деревня | 0         | Плоскошское сельское поселение     |
| 98  | Зыково           | деревня | 0         | Плоскошское сельское поселение     |
| 99  | Ивановское       | деревня | 0         | Плоскошское сельское поселение     |
| 100 | Ивахново         | деревня | 0         | Понизовское сельское поселение     |
| 101 | Ивахново         | деревня | 0         | Скворцовское сельское поселение    |
| 102 | Казаково         | деревня | 0         | Скворцовское сельское поселение    |
| 103 | Каменка          | деревня | 7         | Речанское сельское поселение       |
| 104 | Карпасы          | деревня | 0         | Пожинское сельское поселение       |
| 105 | Картошово        | деревня | 1         | Подгородненское сельское поселение |
| 106 | Киевичи          | деревня | 1         | Плоскошское сельское поселение     |
| 107 | Кленец           | деревня | 21        | Скворцовское сельское поселение    |
| 108 | Клыпино          | деревня | 18        | Плоскошское сельское поселение     |
| 109 | Княжево          | деревня | 13        | Плоскошское сельское поселение     |
| 110 | Коварное         | деревня | 1         | Плоскошское сельское поселение     |
| 111 | Козлово          | деревня | 11        | Плоскошское сельское поселение     |
| 112 | Колдино          | деревня | 95        | Василевское сельское поселение     |
| 113 | Колмаково        | деревня | 0         | Скворцовское сельское поселение    |
| 114 | Конищево         | деревня | 37        | Плоскошское сельское поселение     |
| 115 | Корнилово        | деревня | 25        | Понизовское сельское поселение     |
| 116 | Коршуно          | деревня | 0         | Плоскошское сельское поселение     |
| 117 | Косилово         | деревня | 1         | Пожинское сельское поселение       |
| 118 | Костино          | деревня | 6         | Скворцовское сельское поселение    |
| 119 | Косыгино         | деревня | 0         | Скворцовское сельское поселение    |
| 120 | Кочута           | деревня | 48        | Плоскошское сельское поселение     |
| 121 | Краснодубье      | деревня | 46        | Плоскошское сельское поселение     |
| 122 | Краснополец      | деревня | 32        | Плоскошское сельское поселение     |
| 123 | Красноселье      | деревня | 45        | Плоскошское сельское поселение     |
| 124 | Крест            | деревня | 46        | Пожинское сельское поселение       |
| 125 | Крест            | деревня | 103       | Речанское сельское поселение       |
| 126 | Кубаниха         | деревня | 0         | Кудрявцевское сельское поселение   |
| 127 | Кудино           | деревня | 20        | Василевское сельское поселение     |
| 128 | Кузнецово        | деревня | 0         | Плоскошское сельское поселение     |
| 129 | Кузнецово        | деревня | 9         | Пожинское сельское поселение       |
| 130 | Курово           | деревня | 0         | Плоскошское сельское поселение     |
| 131 | Лахны            | деревня | 1         | Кудрявцевское сельское поселение   |
| 132 | Лебедево         | деревня | 0         | Плоскошское сельское поселение     |
| 133 | Лесная           | деревня | 123       | Речанское сельское поселение       |
| 134 | Липки            | деревня | 0         | Понизовское сельское поселение     |
| 135 | Лоховка          | деревня | 1         | Речанское сельское поселение       |
| 136 | Лохово           | деревня | 26        | Речанское сельское поселение       |
| 137 | Лудилово         | деревня | 5         | Плоскошское сельское поселение     |
| 138 | Лужане           | деревня | 22        | Подгородненское сельское поселение |
| 139 | Лужи             | деревня | 5         | Подгородненское сельское поселение |
| 140 | Лука             | деревня | 0         | Плоскошское сельское поселение     |
| 141 | Лукьяново        | деревня | 5         | Речанское сельское поселение       |
| 142 | Лучка            | деревня | 7         | Плоскошское сельское поселение     |
| 143 | Любаково         | деревня | 5         | Плоскошское сельское поселение     |
| 144 | Ляпуново         | деревня | 65        | Подгородненское сельское поселение |
| 145 | Маковеевское     | деревня | 12        | Скворцовское сельское поселение    |
| 146 | Максименки       | деревня | 1         | Пожинское сельское поселение       |
| 147 | Малахи           | деревня | 20        | Подгородненское сельское поселение |
| 148 | Малаши           | деревня | 14        | Пожинское сельское поселение       |
| 149 | Малиновка        | деревня | 12        | Плоскошское сельское поселение     |
| 150 | Малое Кислово    | деревня | 1         | Понизовское сельское поселение     |
| 151 | Малые Изори      | деревня | 1         | Плоскошское сельское поселение     |
| 152 | Мандусово        | деревня | 18        | Кудрявцевское сельское поселение   |
| 153 | Манушкино        | деревня | 18        | Плоскошское сельское поселение     |
| 154 | Мартисово        | деревня | 44        | Понизовское сельское поселение     |
| 155 | Мартюхи          | деревня | 67        | Подгородненское сельское поселение |
| 156 | Масальское       | деревня | 0         | Плоскошское сельское поселение     |
| 157 | Маслово          | деревня | 1         | Плоскошское сельское поселение     |
| 158 | Маслово          | деревня | 6         | Речанское сельское поселение       |
| 159 | Матюшино         | деревня | 0         | Плоскошское сельское поселение     |
| 160 | Медведево        | деревня | 1         | Плоскошское сельское поселение     |
| 161 | Меньшово         | деревня | 1         | Плоскошское сельское поселение     |
| 162 | Мерелево         | деревня | 1         | Плоскошское сельское поселение     |
| 163 | Метлино          | деревня | 13        | Кудрявцевское сельское поселение   |
| 164 | Мещеки           | деревня | 5         | Речанское сельское поселение       |
| 165 | Мигачево         | деревня | 1         | Плоскошское сельское поселение     |
| 166 | Митрохино        | деревня | 1         | Подгородненское сельское поселение |
| 167 | Митьково         | деревня | 1         | Речанское сельское поселение       |
| 168 | Михайловское     | деревня | ↗107      | Речанское сельское поселение       |
| 169 | Мишино           | деревня | 1         | Скворцовское сельское поселение    |
| 170 | Мишково          | деревня | 8         | Кудрявцевское сельское поселение   |
| 171 | Мишково          | деревня | 0         | Понизовское сельское поселение     |
| 172 | Монастырево      | деревня | 1         | Плоскошское сельское поселение     |
| 173 | Мухортово        | деревня | →0        | Плоскошское сельское поселение     |
| 174 | Мшичино          | деревня | 0         | Плоскошское сельское поселение     |
| 175 | Наговье          | деревня | 125       | Пожинское сельское поселение       |
| 176 | Назарино         | деревня | #Н/Д      | Пожинское сельское поселение       |
| 177 | Наумовское       | деревня | 12        | Понизовское сельское поселение     |
| 178 | Некрашово        | деревня | 54        | Пожинское сельское поселение       |
| 179 | Немково          | деревня | 0         | Скворцовское сельское поселение    |
| 180 | Никитино         | деревня | 1         | Пожинское сельское поселение       |
| 181 | Николаевское     | деревня | 1         | Пожинское сельское поселение       |
| 182 | Никольское       | деревня | 1         | Скворцовское сельское поселение    |
| 183 | Никулино         | деревня | 7         | Плоскошское сельское поселение     |
| 184 | Нишевицы         | деревня | 66        | Подгородненское сельское поселение |
| 185 | Новая            | деревня | 1         | Скворцовское сельское поселение    |
| 186 | Новое            | деревня | 0         | Плоскошское сельское поселение     |
| 187 | Новое            | деревня | 1         | Плоскошское сельское поселение     |
| 188 | Новоселы         | деревня | 0         | Пожинское сельское поселение       |
| 189 | Ново-Троицкое    | деревня | 351       | Василевское сельское поселение     |
| 190 | Новые Мартюхи    | деревня | 28        | Подгородненское сельское поселение |
| 191 | Новый            | посёлок | 1         | Плоскошское сельское поселение     |
| 192 | Носково          | деревня | 0         | Плоскошское сельское поселение     |
| 193 | Носово           | деревня | 1         | Кудрявцевское сельское поселение   |
| 194 | Обуховицы        | деревня | 0         | Плоскошское сельское поселение     |
| 195 | Овсище           | деревня | 0         | Пожинское сельское поселение       |
| 196 | Озерец           | деревня | ↘142      | Кудрявцевское сельское поселение   |
| 197 | Озеречно         | деревня | 0         | Плоскошское сельское поселение     |
| 198 | Ольховка         | деревня | 40        | Речанское сельское поселение       |
| 199 | Орешенки         | деревня | 1         | Скворцовское сельское поселение    |
| 200 | Остров           | деревня | 0         | Пожинское сельское поселение       |
| 201 | Оськино          | деревня | 7         | Кудрявцевское сельское поселение   |
| 202 | Паршино          | деревня | 0         | Плоскошское сельское поселение     |
| 203 | Пестряково       | деревня | ↘37       | Плоскошское сельское поселение     |
| 204 | Песчанка         | деревня | 24        | Пожинское сельское поселение       |
| 205 | Песчаха          | деревня | 0         | Василевское сельское поселение     |
| 206 | Петраки          | деревня | 0         | Подгородненское сельское поселение |
| 207 | Петрушино        | деревня | 0         | Плоскошское сельское поселение     |
| 208 | Пигасеево        | деревня | 0         | Скворцовское сельское поселение    |
| 209 | Плицино          | деревня | 1         | Речанское сельское поселение       |
| 210 | Плоскошь         | посёлок | ↘873      | Плоскошское сельское поселение     |
| 211 | Плотично         | деревня | 9         | Скворцовское сельское поселение    |
| 212 | Плуженицы        | деревня | ↘0        | Плоскошское сельское поселение     |
| 213 | Подгороднее      | деревня | 520       | Подгородненское сельское поселение |
| 214 | Подсосонье       | деревня | 9         | Речанское сельское поселение       |
| 215 | Пожня            | деревня | 330       | Пожинское сельское поселение       |
| 216 | Покровское       | деревня | 0         | Понизовское сельское поселение     |
| 217 | Покровское       | деревня | 6         | Скворцовское сельское поселение    |
| 218 | Полежнево        | деревня | 0         | Подгородненское сельское поселение |
| 219 | Полибино         | деревня | 1         | Плоскошское сельское поселение     |
| 220 | Полибино         | деревня | 1         | Подгородненское сельское поселение |
| 221 | Полибино         | деревня | 6         | Скворцовское сельское поселение    |
| 222 | Полуяново        | деревня | 5         | Плоскошское сельское поселение     |
| 223 | Понизовье        | деревня | 1         | Плоскошское сельское поселение     |
| 224 | Понизовье        | деревня | 178       | Понизовское сельское поселение     |
| 225 | Попляхны         | деревня | 0         | Плоскошское сельское поселение     |
| 226 | Поташово         | деревня | 1         | Скворцовское сельское поселение    |
| 227 | Потекаево        | деревня | 8         | Плоскошское сельское поселение     |
| 228 | Почеп            | деревня | 1         | Пожинское сельское поселение       |
| 229 | Прилук           | деревня | 1         | Плоскошское сельское поселение     |
| 230 | Прошково         | деревня | 1         | Плоскошское сельское поселение     |
| 231 | Пуплово          | деревня | 1         | Пожинское сельское поселение       |
| 232 | Пчелино          | деревня | 26        | Подгородненское сельское поселение |
| 233 | Пятницкое        | деревня | ↘104      | Скворцовское сельское поселение    |
| 234 | Речане           | деревня | ↘278      | Речанское сельское поселение       |
| 235 | Рогаткино        | деревня | 11        | Плоскошское сельское поселение     |
| 236 | Рогозино         | деревня | 1         | Плоскошское сельское поселение     |
| 237 | Рожново          | деревня | 0         | Кудрявцевское сельское поселение   |
| 238 | Рокотово         | деревня | 29        | Кудрявцевское сельское поселение   |
| 239 | Рокочево         | деревня | 5         | Плоскошское сельское поселение     |
| 240 | Романово         | деревня | 33        | Плоскошское сельское поселение     |
| 241 | Руново           | деревня | 10        | Плоскошское сельское поселение     |
| 242 | Русаново         | деревня | 9         | Плоскошское сельское поселение     |
| 243 | Савино           | деревня | 1         | Плоскошское сельское поселение     |
| 244 | Самсоново        | деревня | 18        | Кудрявцевское сельское поселение   |
| 245 | Сапино           | деревня | 0         | Плоскошское сельское поселение     |
| 246 | Селище           | деревня | 10        | Скворцовское сельское поселение    |
| 247 | Сельково         | деревня | 1         | Плоскошское сельское поселение     |
| 248 | Семенцево        | деревня | 24        | Кудрявцевское сельское поселение   |
| 249 | Семенцево        | деревня | 0         | Скворцовское сельское поселение    |
| 250 | Семивье          | деревня | 1         | Речанское сельское поселение       |
| 251 | Сенецкое         | деревня | 0         | Плоскошское сельское поселение     |
| 252 | Сергеевское      | деревня | 8         | Скворцовское сельское поселение    |
| 253 | Серово           | деревня | 12        | Пожинское сельское поселение       |
| 254 | Сивцево          | деревня | 0         | Плоскошское сельское поселение     |
| 255 | Сидоровское      | деревня | ↘1        | Плоскошское сельское поселение     |
| 256 | Симаново         | деревня | 5         | Пожинское сельское поселение       |
| 257 | Скворцово        | деревня | ↘211      | Скворцовское сельское поселение    |
| 258 | Скуратово        | деревня | 0         | Плоскошское сельское поселение     |
| 259 | Слепнево         | деревня | 7         | Плоскошское сельское поселение     |
| 260 | Снопово          | деревня | 1         | Плоскошское сельское поселение     |
| 261 | Соколихино       | деревня | 1         | Скворцовское сельское поселение    |
| 262 | Сосонье          | деревня | 1         | Плоскошское сельское поселение     |
| 263 | Старинка         | деревня | 6         | Кудрявцевское сельское поселение   |
| 264 | Старое           | деревня | 5         | Плоскошское сельское поселение     |
| 265 | Степаши          | деревня | 11        | Пожинское сельское поселение       |
| 266 | Стрежено         | деревня | 1         | Пожинское сельское поселение       |
| 267 | Суслово          | деревня | 6         | Скворцовское сельское поселение    |
| 268 | Суходол          | деревня | 13        | Плоскошское сельское поселение     |
| 269 | Сушино           | деревня | 0         | Понизовское сельское поселение     |
| 270 | Талица           | деревня | 365       | Понизовское сельское поселение     |
| 271 | Тарасовка        | деревня | 0         | Скворцовское сельское поселение    |
| 272 | Тереховка        | деревня | 1         | Кудрявцевское сельское поселение   |
| 273 | Торопец          | город   | ↘11 441   | город Торопец                      |
| 274 | Уварово          | деревня | 72        | Плоскошское сельское поселение     |
| 275 | Фатеево          | деревня | 8         | Кудрявцевское сельское поселение   |
| 276 | Федотово         | деревня | 7         | Речанское сельское поселение       |
| 277 | Федьково         | деревня | 31        | Василевское сельское поселение     |
| 278 | Федюково         | деревня | 0         | Понизовское сельское поселение     |
| 279 | Финево           | деревня | 1         | Пожинское сельское поселение       |
| 280 | Хворостьево      | деревня | 15        | Речанское сельское поселение       |
| 281 | Худобино         | деревня | 0         | Скворцовское сельское поселение    |
| 282 | Царево           | деревня | 11        | Скворцовское сельское поселение    |
| 283 | Цветки           | деревня | 71        | Подгородненское сельское поселение |
| 284 | Цикарево         | деревня | 1         | Василевское сельское поселение     |
| 285 | Чернышово        | деревня | 0         | Понизовское сельское поселение     |
| 286 | Чистое           | деревня | ↘9        | Пожинское сельское поселение       |
| 287 | Чихачи           | деревня | 0         | Речанское сельское поселение       |
| 288 | Чурилово         | деревня | 1         | Пожинское сельское поселение       |
| 289 | Чурилово         | деревня | 8         | Речанское сельское поселение       |
| 290 | Шапкино          | деревня | 8         | Пожинское сельское поселение       |
| 291 | Шарапово         | деревня | 7         | Скворцовское сельское поселение    |
| 292 | Шатры            | деревня | 11        | Речанское сельское поселение       |
| 293 | Шейкино          | деревня | 8         | Речанское сельское поселение       |
| 294 | Шейно            | деревня | 18        | Пожинское сельское поселение       |
| 295 | Шерехово         | деревня | 1         | Пожинское сельское поселение       |
| 296 | Шешено           | деревня | 7         | Плоскошское сельское поселение     |
| 297 | Шешурино         | деревня | ↘28       | Пожинское сельское поселение       |
| 298 | Шухово           | деревня | 0         | Кудрявцевское сельское поселение   |
| 299 | Щирино           | деревня | 0         | Плоскошское сельское поселение     |
| 300 | Юренки           | деревня | →0        | Плоскошское сельское поселение     |
| 301 | Юханово          | деревня | 6         | Кудрявцевское сельское поселение   |
| 302 | Юшено            | деревня | 28        | Плоскошское сельское поселение     |
| 303 | Языковщина       | деревня | 6         | Плоскошское сельское поселение     |
| 304 | Якшино           | деревня | 0         | Подгородненское сельское поселение |
| 305 | Яшутино          | деревня | 26        | Кудрявцевское сельское поселение   |

Упразднённые населённые пункты:
- 2001 год — деревни Никольское, Орехово, Батушкино, Голаново (Грядецкое сельское поселение), Андрейцево, Анненское, Шухово (Конищевское сельское поселение), Липовка, Палкино, Трифоново, Залежье, Мирошкино, Михалково, Огороды[35]

## Экономика
На территории Торопецкого района осуществляют свою деятельность 15 крупных и средних предприятий различных форм собственности. За январь-декабрь 2006 года отгружено товаров собственного производства на сумму 635,8 млн руб.

## Транспорт
Район пересекает Октябрьская железная дорога (линия Бологое — Соблаго — Великие Луки).
На юге — автомагистраль М9 «Балтия». Расстояние от Торопца по автодорогам: до Великих Лук — 100 км, Витебска — 240 км, Твери — 320 км, Москвы — 420 км, Риги — 550 км, Санкт-Петербурга — 570 км.

## Религия
Торопецкий район находится на территории Ржевской епархии Русской православной церкви.
В городе Торопце действуют пять храмов: Корсунский собор; Всех Святых, Вознесенский, Никольский, Казанский.
Действуют также храмы в деревнях Метлино (Николая Чудотворца) и Красноселье (Архангела Михаила).

## Достопримечательности
На территории Торопецкого района расположено более 80 памятников общероссийского культурного наследия и более 100 памятников регионального наследия, включенных в реестр памятников культурного наследия народов России.

## Известные люди
С землями нынешнего Торопецкого района связаны судьбы многих известных русских, советских и российских деятелей. Торопчане могут по праву гордиться Святым благоверным князем земли Русской Александром Ярославичем Невским, который хоть прямо и не княжил в Торопце, но испытывал к нему самые теплые чувства, которые он перенял от своей матери торопецкой княжны Феодосии. Он не раз вместе с дружиной защищал город своего детства от неприятеля, а в 1239 году сыграл именно в Торопце свою первую свадьбу. На Торопецкой земле в детские годы жил композитор М.П. Мусоргский (1839-1881). В Торопце родился и вырос художник-живописец и реставратор Эрмитажа А.Ф. Митрохин (1766-1845), российский адмирал, путешественник, учёный, дипломат, писатель, кораблестроитель, государственный и общественный деятель П.И. Рикорд, генерал Русской армии А.Н. Куропаткин, русский адмирал и путешественник М.И. Ратманов, будущий смоленский губернатор А.Г. Лопатин. В селе Знаменское жил декабрист И.В. Поджио. Здесь родились участница Парижской коммуны Е.Л. Дмитриева (Томановская), известный народнический деятель П.Л. Лавров, агрохимик и Герой Социалистического Труда Я.В. Пейве, юрист и писатель Л.Р. Шейнин, заслуженный артист РСФСР, дрессировщик Н.П. Гладильщиков (недоступная ссылка), сценарист, актёр О.М. Кубланов. С его землёй связаны судьбы героев Великой Отечественной войны: здесь родились и выросли будущие полные Кавалеры ордена солдатской Славы фронтовой разведчик А.С. Журавлёв и лётчик Г.Н. Нефёдов, партизан, командир «Группы неуловимых» Ф.К. Яковлев, Герои Советского Союза А.Г. Гавриленко и А.И. Иванов.